# George Villiers, 1:e hertig av Buckingham
George Villiers, 1:e hertig av Buckingham, född 28 augusti 1592 i Brooksby (i nuvarande Hoby with Rotherby), Leicestershire, död 23 augusti 1628 i Portsmouth, Hampshire, var en engelsk statsman, hertig från 1623. 

## Biografi
Som son till en fattig adelsman uppfostrades George Villiers för hovlivet och blev 1614 föreställd för den unge Jakob I. Ung, vacker och älskvärd blev han snart kungens favorit, upphöjdes inom fyra år till baron, earl och markis, blev riddare av strumpebandsorden och erhöll stora jordegendomar, som gjorde honom till en av Englands rikaste män.
Till en början var George Villiers tämligen ointresserad av politik, men kom senare att använda sitt inflytande till att skaffa vänner och släktingar inkomstbringande ämbeten och rika giften. År 1619 blev han storamiral, och flottan förstärktes ganska kraftigt genom hans omsorger. Först 1620 tog George Villiers en mera verksam del i politiken. Av harm över Nederländernas oförrätter mot engelsmännen i Ostindien drevs han över på Spaniens sida.
Till detta bidrog även hans giftermål med Katherine Manners, (dotter till Francis Manners, 6:e earl av Rutland). Hustrun var i hemlighet romersk katolik, och endast med möda hindrade William Laud George Villiers egen övergång till katolicismen. Villiers hade nu fått ett starkt inflytande även på tronföljaren Karl, och 1623 förmådde prins Karl och Villiers Jakob I att samtycka till deras resa till Madrid för att där avsluta de sedan länge förda förhandlingarna om ett giftermål mellan Karl och den spanska prinsessan Maria Anna av Spanien till ett slut. De båda motparternas anspråk visade sig dock för olika. I Spanien väntade man sig att Karl skulle över gå till katolicismen, han i sin tur förväntade sig hjälp att rädda Pfalz åt sin svåger, och det hela slutade med en fullständig brytning.
Vid hemkomsten ställde sig hertigen av Buckingham i spetsen för det folkliga motståndet mot Spanien, och kungen drevs att förklara alla förhandlingar med Spanien avslutade. Buckingham fungerade därefter som Englands verklige regent. Han hade dock inte riktigt den förmåga för intrigspel som situationen krävde. Parlamentet sökte nu ett sjökrig, Jakob I ville ha en invasion av Pfalz. Buckingham försökte på båda, men misslyckades. 

### Kunglig gunstling
Karl I:s trontillträde snarast stärkte hans makt, men Karls giftermål med Ludvig XIII:s syster, som skulle medföra närmare förbindelser med Frankrike, gjorde på grund av drottningens katolska religion parlamentet missnöjt. Buckinghams kurtis av drottning Henrietta Maria retade också brodern kung Ludvig, och när franska trupper under egentlig ledning av kardinal Richelieu 1627 belägrade hugenotterna i den stora hamnstaden La Rochelle utrustade Buckingham en flotta för att undsätta de protestantiska hugenotterna. Detta företag misslyckades helt, mycket på grund av att Richelieu lyckats avspärra tillträdet från havssidan genom en väldig dammbyggnad.
Buckingham hade genom sin politik gjort sig rejält impopulär både i parlamentet och utanför, och med rätta gjorts ansvarig för hela Karls politik. Underhuset vägrade all bevillning åt hertigen, och väckte 1626 formligt åtal mot Buckingham inför överhuset. Karl I upplöste parlamentet, men 1628 bidrog han önskan att rädda Buckingham till att han godkände "Petition of right". Underhuset fortsatte dock att kräva Buckinghams avgång, varför Karl på nytt upplöste parlamentet.
När Buckingham höll på att utrusta en andra flotta med målet La Rochelle mördades han av den puritanske fanatikern John Felton. Felton var militär och hade sårats i den första expeditionen till La Rochelle. Efter mordet firades Felton som en folkhjälte, medan det kom till våldsamma uppträden i parlamentet. Felton hängdes tre månader efter mordet.

## Eftermäle
En ytterligare orsak till att hertigens av Buckingham rykte ännu lever är den ryktbarhet han fick genom att figurera i Alexandre Dumas den äldres roman De tre musketörerna.